# Беляево (Николаевская область)
Беляево (укр. Біляєве) — село в Первомайском районе Николаевской области Украины.
Основано в 1897 году.
Население по переписи 2001 года составляло 52 человека.
Почтовый индекс — 56341. Телефонный код — 5135. Занимает площадь 0,615 км².

## Местный совет
56341, Николаевская обл., Врадиевский р-н, с. Новопавловка, ул. Ленина, 30

## Известные люди
В селе родился Гончаренко, Олег Моисеевич — Герой Советского Союза.